# Вальтер-Кюне, Екатерина Адольфовна
Екатерина Адольфовна Вальтер-Кюне (1 (13) мая 1870, Санкт-Петербург — 1930, Росток) — российская арфистка  и музыкальный педагог.

## Биография
Дочь контрабасиста Адольфа Кюне. В 1883 году поступила в Санкт-Петербургскую консерваторию, где училась у Карла Лютша (фортепиано) и Альберта Цабеля (арфа), после ухода профессора Лютша продолжала занятия фортепиано под руководством Антона Рубинштейна; окончила курс в 1888 году. Выступала с сольными концертами, с оркестром Итальянской оперы в Санкт-Петербурге и оркестром Российского музыкального общества. С 1892 г. по указанию императрицы Марии Фёдоровны была назначена преподавательницей в Смольном институте, с 1904 г. преподавала в Санкт-Петербургской консерватории, с 1915 г. профессор. Среди учеников Вальтер-Кюне — Ксения Эрдели. С 1917 года — в эмиграции.
Вальтер-Кюне принадлежат переложения для арфы различных произведений классического репертуара, из которых по-прежнему входит в арфовый репертуар Фантазия на темы оперы Чайковского «Евгений Онегин».
Сын — историк и библиотекарь Георг Ульрихович Вальтер.

## Комментарии
1. ↑  По другим данным: 19 марта 1931[1].